# Olof II. Björnsson
Olof Björnsson (* um 885 in Birka; † 975 in Jütland) war einer der frühen Könige von Schweden.

## Leben
Björnssohn wurde als Sohn Björn Erikssons und seiner Frau Ingeborg von Schweden geboren. Er war der Vater Styrbjörns, der den Namenszusatz der Starke hatte. Nach der Hervarar Saga und der Styrbjarnar þáttr Svíakappa regierte Olof gemeinsam mit seinem Bruder, Erik dem Siegreichen. Anstatt Styrbjörn nach Olofs Tod zum Mitregenten auszurufen, beanspruchte Erik den Thron für seinen eigenen noch ungeborenen Sohn Olof Skötkonung. Olof starb nach Angaben in der Styrbjörns saga durch Gift in seiner Mahlzeit, so dass sein Sohn bei seinem Bruder und dessen Gemahlin aufwuchs. Der Sohn versuchte schon in jungen Jahren, seinen Anspruch auf den Thron gegen den Onkel zu erheben. Dieser gab dem Begehren nicht nach, sondern sandte stattdessen Styrbjörn nach Dänemark, um dort Krieg zu führen. Dieser kam von dort mit einer Armee zurück und wollte sich sein Recht erkämpfen. Dabei unterlag er dem Onkel und wurde getötet oder überwältigt.